# مسجد باب الإسلام

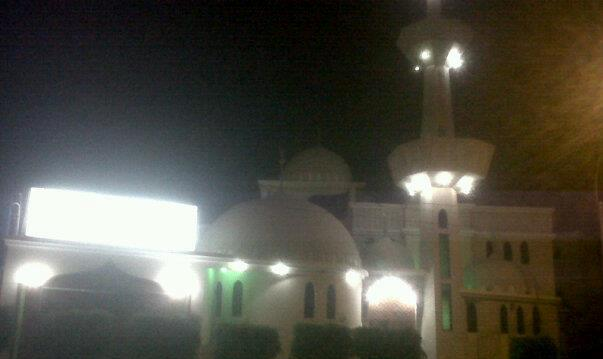
مسجد باب الإسلام في الليل

مسجد باب الإسلام (بالإنجليزية: The Mosque of Bab ul Islam)‏ هو مسجد يقع في مدينة تاكنا، بيرو. وفيه مدرسة إسلامية رسمية للأطفال المسلمين مع تعليم آخر التقنيات.
تقام الصلوات بشكل ثنائي اللغة، إسبانية وعربية.